# Кризис
Кри́зис (др.-греч. κρίσις — суд, приговор, решение; поворотный пункт) — переворот, пора переходного состояния, перелом, состояние, при котором существующие средства достижения целей становятся неадекватными, в результате чего возникают непредсказуемые ситуации.
Кризис проявляет скрытые конфликты и диспропорции. Может рассматриваться как самостоятельный феномен, внешний фактор (условие деятельности), политическая, социологическая или экономическая категория.

## Этимология
Как отмечает А. Б. Егоров, греческое κρίσις происходит от глагола κρίνω, означающего «определять, выбирать», который прочно вошёл в античную судебную практику и обозначал все действия судебного процесса: обвинение, ведение судебного процесса, состязание сторон, а также вынесение приговора, при этом сохраняя общее значение «ведения дела в суде»; затем κρίσις приобретает и несколько новых значений: исход (битвы), спор, состязание, толкование (сна); негативного смысла в термине практически не отмечается.
В изначально медицинском определении понятия «кризис» определялось состояние пациента, выход из которого ведёт либо к его смерти, либо к возрождению.

## Экономический кризис
Экономический кризис проявляется в нарушении равновесия между спросом и предложением на товары и услуги. В построенной на конкуренции экономике посредством кризиса происходит массовая селекция эффективных собственников. Кризис может обновить идеологические, политические условия, элиты и др.
Кризисом можно назвать ситуацию, когда:
- в результате функционирования имеет место ущерб;
- невозможно продолжение функционирования в рамках прежней модели;
- неотлагательно требуется принятие решения;
- появляется шанс на обновление.

### Финансовый кризис
К резкому падению курсов финансовых активов зачастую приводит «перегрев экономики» — ситуация, когда рост фиктивного капитала значительно опережает рост капитала реального. Переоценка стратегий сбережения и связанный с нею кризис ликвидности происходит лавинообразно, вынуждая прибегать к санации в масштабах всей экономики.

### Энергетический кризис
Ограниченность ресурсов, повышение технологической сложности разработки новых месторождений, рост рисков вызывают повышение цен на топливо и энергию. «Проклятие ресурсов» в связи с отрицательным эффектом масштаба при добыче полезных ископаемых вызывает крайне негативные последствия при резком падении цен на основные статьи экспорта стран-«сырьевых придатков».

## Социально-демографический кризис
Вымирание вследствие недостаточного воспроизводства может быть вызвано многими факторами.

## Военно-политический кризис
Ситуация, когда нарушен баланс сил в стране или регионе и оппоненты обостряют конфликт, надеясь улучшить собственное положение.

## Психологический кризис
Происходящие в психике процессы, связанные с необходимостью изменения модели поведения.

## Философия кризиса
Резкие социальные трансформации вызывают утрату традиций и мысли о бессмысленности бытия, что приводит к появлению эсхатологических мифов.

## Экологический кризис
Потеря гомеостаза значительной частью экосистемы. Ведёт к исчезновению отдельных видов. Может иметь антропогенную природу.